# Amhrán na bhFiann
Amhrán na bhFiann [ˈəuɾˠaːn̪ˠ n̪ˠə ˈvʲiːən̪ˠ] est l'hymne national de la république d'Irlande. Bien que d'habitude chantée en irlandais, la version originale de cette chanson composée en 1907 est en anglais, sous son titre A Soldier's Song (« La chanson d'un soldat »), aussi bien que sous l'appellation Hymne national de l'Irlande (Amhrán Náisiúnta na hÉireann).

## Historique
Les paroles en anglais ont été écrites par Peadar Kearney et la musique a été composée par Patrick Heeney en 1907. Elle a été publiée dans le journal Irish Freedom (en) (Liberté irlandaise) en 1912. La traduction en irlandais a été le travail de Liam Ó Rinn.
Ce chant a été adopté immédiatement par les Irish Volunteers (milice irlandaise nationaliste) et le refrain a été déclaré hymne national officiel en 1926, en remplacement du God Save Ireland.

## Paroles
Seul le refrain fait officiellement partie de l'hymne national.
| Paroles en irlandais | Transcription API de l'irlandais | Version anglaise officielle |
| --- | --- | --- |
| Seo dhíbh, a chairde, duan Ógláigh Caithréimeach bríomhar ceolmhar Ár dtinte cnámh go buacach táid 'S an spéir go mín réaltógach Is fonnmhar faobhrach sinn chun gleo 'S go tiúnmhar glé roimh thíocht don ló Fé chiúnas chaomh na hoíche ar seol Seo libh, canaídh Amhrán na bhFiann. Curfá: Sinne Fianna Fáil, atá faoi gheall ag Éirinn, Buíon dár slua thar toinn do ráinig chugainn, Faoi mhóid bheith saor Seantír ár sinsear feasta, Ní fhágfar faoin tíorán ná faoin tráill. Anocht a théam sa bhearna bhaoil, Le gean ar Ghaeil, chun báis nó saoil, Le gunna-scréach faoi lámhach na bpiléar, Seo libh canaig' amhrán na bhFiann. Cois bánta réidhe, ar ardaibh sléibhe Ba bhuadhach ár sinsir romhainn Ag lámhach go tréan fén sárbhrat séin 'Tá thuas sa ghaoth go seolta. Ba dhúchas riamh dár gcine cháidh Gan iompáil siar ó imirt áir 'S ag siúl mar iad i gcoinne námhad Seo libh, canaídh Amhrán na bhFiann Curfá A bhuíon nach fann d'fhuil Ghaeil is Gall Sin breacadh lae na saoirse Tá sceimhle 's scanradh i gcroíthe námhad Roimh ranna laochra ár dtíre Ár dtinte is tréith gan spréach anois Sin luisne ghlé sa spéir anoir 'S an bíobha i raon na bpiléar agaibh Seo libh, canaídh Amhrán na bhFiann Curfá | [ʃɔ ʝiːvʲ ǀ ə xɑːɾˠdʲə ǀ dˠuənˠ oːglˠɑːɣ] [kɑːhɾʲeːmʲɑːx bʲɾʲiːw̃əɾˠ coːlˠw̃əɾˠ] [ɑːɾˠ dʲinʲtʲə knˠɑːw̃ gə bˠuəkɑːx tˠɑːdʲ] [ʔsˠ ənˠ ʃpʲeːɾʲ gə mʲiːnʲ ɾʲeːlˠtˠoːgəx] [iʃ fˠɔnˠw̃ɑːɾˠ fˠiːwɾˠəx ʃinʲ xʊnˠ ɟlʲoː] [ʔsˠ gə tʲuːnˠw̃əɾˠ ɟlʲeː ɾˠɪṽʲ hiːxtˠ dˠɔnˠ lˠoː] [fʲeː çuːnˠəsˠ xiːw̃ nˠə hiːçə əɾˠ ʃoːlˠ] [ʃɔ lʲivʲ kənˠiːʝ əũɾˠɑːnˠ nˠə vʲfʲiːənˠ] [kʊɾˠfˠɑː] [ʃɪnʲə fʲiənˠə fˠɑːlʲ] [ətˠɑː fˠiː ʝəulˠ əg eːɾʲənʲ] [bˠiːnˠ dˠɑːɾˠ sˠlˠuə] [hɑːɾˠ tˠiːnʲ dˠə ɾˠɑːnʲəɟ xʊgɪnʲ] [fˠiː vˠoːdʲ vʲɛh sˠiːɾˠ] [ʃənˠtʲiːɾʲ ɑːɾˠ ʃiːnʲʃɑːɾˠ fʲɑːsˠtˠə] [nʲiː ɑːgfˠəɾˠ fˠiːnʲ tʲiːɾˠɑːnˠ nˠɑː fˠiːnʲ t͡ˠrɑːlʲ] [ənˠɔxtˠ ə heːmˠ sˠə vʲɑːɾˠnˠə bˠeːlʲ] [lʲɛ ɟaːnˠ əɾˠ ɣeːlʲ xʊnˠ bˠɑːʃ nˠoː sˠeːlʲ] [lʲɛ gʊnˠə ʃcɾʲeːx fˠiː lˠɑːvˠəx nˠə bʲlʲeːɾˠ] [ʃɔ lʲɪvʲ kanˠɪʝ əuɾˠɑːnˠ nˠə vʲiənˠ] [kɔʃ bˠɑːnˠtˠə ɾʲeːʝə əɾˠ əɾˠdˠɑːw ʃlʲeːvʲə] [bˠə wuəɣɑːx ɑːɾˠ ʃinʲʃiɾʲ ɾʲʊw̃ɑːnʲ] [əg lˠɑːw̃əx gə t͡rʲeːnˠ fʲeːnʲ sˠɑːɾˠwɾˠətˠ ʃeːnʲ] [ʔtˠɑː huəsˠ sˠə ɣiːh gə ʃoːlˠtˠə] [bˠə ɣuːxəsˠ ɾʲiəw̃ dˠɑːɾˠ ɟinʲə xɑːʝ] [gənˠ ʊmˠpˠɑːlʲ ʃiəɾˠ oː imʲiɾʲtʲ ɑːɾʲ] [ʔsˠ əg ʃuːlˠ məɾˠ iədˠ i giːnʲə nˠɑːw̃ədˠ] [ʃɔ lʲivʲ kənˠiːʝ əũɾˠɑːnˠ nˠə vʲfʲiːənˠ] [kʊɾˠfˠɑː] [ə wiːnˠ nˠəx fˠənˠ d̩ˠʔᵝiːlʲ ɣeːlʲ iʃ gəlˠ] [ʃinʲ bʲɾʲɑːkəɣ lˠeː nˠə sˠiːɾʲʃə] [tˠɑː ʃcɪṽʲlʲə ʔsˠ sˠkɑnˠɾˠɑɣ i gɾˠiːhə nɑːw̃ədˠ] [ɾˠɪṽʲ ɾˠənˠə lˠiːxɾˠə ɑːɾˠ dʲiːɾʲə] [ɑːɾˠ dʲinʲtʲə iʃ t͡rʲeːh gənˠ ʃpʲɾʲeːx ənˠɔʃ] [ʃinʲ lˠɪʃnʲə ʝlʲeː sˠə ʃpʲeːɾʲ ənˠɔʃ] [ʔsˠ ənˠ bʲiːwə i ɾˠiːnˠ nˠə bʲilʲeːrˠ əgɑːvʲ] [ʃɔ lʲivʲ kənˠiːʝ əũɾˠɑːnˠ nˠə vʲfʲiːənˠ] [kʊɾˠfˠɑː] | We'll sing a song, a soldier's song With cheering, rousing chorus As round our blazing fires we throng The starry heavens o'er us Impatient for the coming fight And as we wait the morning's light Here in the silence of the night We'll chant a soldier's song Chorus: Soldiers are we, whose lives are pledged to Ireland, Some have come from a land beyond the wave, Sworn to be free, no more our ancient sireland, Shall shelter the despot or the slave. Tonight we man the "bearna bhaoil", In Erin's cause, come woe or weal, 'Mid cannons' roar and rifles' peal, We'll chant a soldier's song. In valley green, or towering crag Our fathers fought before us And conquered 'neath the same old flag That's proudly floating o'er us. We're children of a fighting race That never yet has known disgrace And as we march, the foe to face We'll chant a soldier's song Chorus Sons of the Gael! Men of the Pale! The long-watched day is breaking The serried ranks of Innisfail Shall set the tyrant quaking Our camp fires now are burning low See in the east a silv'ry glow Out yonder waits the Saxon foe So chant a soldier's song Chorus |

| O |
| --- |
| Nous chantons une chanson, la chanson d'un soldat Au cœur brave, Et alors que nous nous rassemblons sous Les cieux étoilés Impatients de combattre, Attendant la lumière du matin, Ici, dans le silence de la nuit, Nous chantons la chanson du soldat. Refrain : Nous sommes des soldats, Au service de l'Irlande, Quelques-uns sont venus D'une terre au-delà de la mer. Jurés d'être libres, De notre ancienne patrie, À l'abri du despote ou de l'esclavage. Ce soir nous défions le péril, et Au nom de l'Irlande, et douleur ou blessure, Et au milieu des canons, Nous chantons la chanson d'un soldat. Dans la verte vallée ou dans la montagne, Nos pères ont lutté avant nous Et ont vaincu sous le même étendard Qui flotte fièrement. Nous sommes les fils d'une race de combattants Qui n'a jamais connu le déshonneur, Et pendant que nous marchons pour affronter l'ennemi, Nous chantons la chanson d'un soldat. Refrain Fils de Gaéliques ! Hommes du Pays ! Le jour tant attendu approche ; Les rangs serrés Feront trembler le tyran. Nos feux se réduisent maintenant ; Regardez l'éclat argenté, Là attend l'ennemi saxon, Alors chantez la chanson du soldat ! Refrain |

## Hymne sportif
L’Ireland's Call (« L'appel de l'Irlande ») est joué lors des matchs de rugby internationaux ; cet hymne est joué lors des matchs qui réunissent les quatre provinces d'Irlande, y compris l'Irlande du Nord sous législation britannique. Amhrán na bhFiann est joué uniquement lorsque l'équipe d'Irlande joue à Dublin.